# 阿布里特冰原島峰

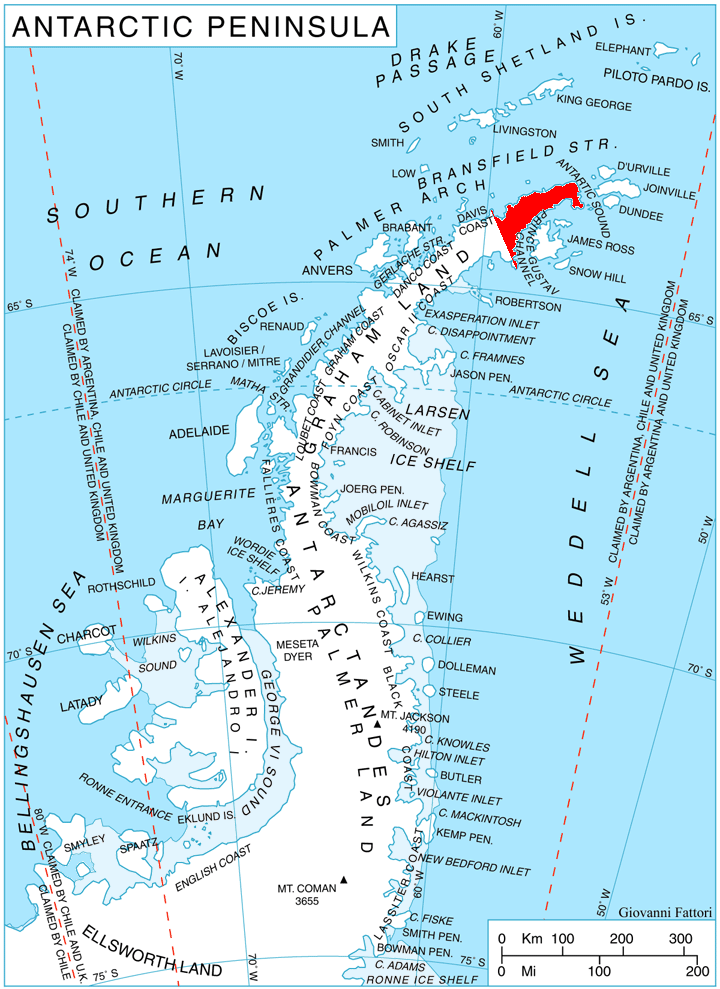

63°26′46″S 57°31′10″W / 63.44611°S 57.51944°W
阿布里特冰原島峰（英語：Abrit Nunatak）是南極洲的冰原島峰，處於拉克拉韋爾高原以東，處於烏爾古里冰原島峰東南面2.49公里，海拔高度超過400米，以保加利亞東北面鄉鎮命名，現時由南極條約體系管理。